# Estação Floriano
A Estação Floriano é uma das estações do Metrô do Recife, situada em Jaboatão dos Guararapes, entre a Estação Cavaleiro e a Estação Engenho Velho.
Foi inaugurada em 1987.